# Закшево-Велике (Млавський повіт)
Закшево-Велике (пол. Zakrzewo Wielkie) — село в Польщі, у гміні Вечфня-Косьцельна Млавського повіту Мазовецького воєводства.
Населення — 83 особи (2011).
У 1975-1998 роках село належало до Цехановського воєводства.

## Демографія
Демографічна структура станом на 31 березня 2011 року:
|          | Загалом | Допрацездатний вік | Працездатний вік | Постпрацездатний вік |
| -------- | ------- | ------------------ | ---------------- | -------------------- |
| Чоловіки | 44      | 16                 | 25               | 3                    |
| Жінки    | 39      | 8                  | 21               | 10                   |
| Разом    | 83      | 24                 | 46               | 13                   |